# Loter (władca Danii)

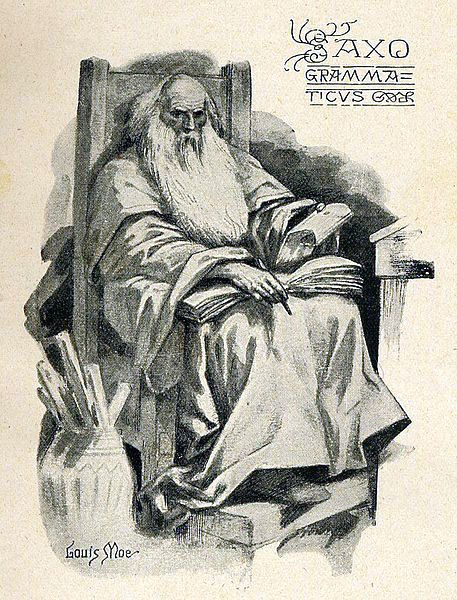
Saxo Grammaticus

Loter – legendarny władca Danii według Gesta Danorum Saxo Gramatyka. Syn Dana I, brat Humblego, ojciec Skjolda. Gdy po śmierci ojca na kolejnego króla Danii wybrany został Humble, Loter wzniecił przeciwko niemu bunt i zmusił brata do zrzeczenia się godności królewskiej. Według Saxo był władcą pysznym i bezwzględnym, pozbawiającym życia lub majątku każdego, kogo uznał za potencjalne zagrożenie dla swej władzy. Z uwagi na sposób sprawowania władzy wybuchł przeciwko niemu bunt, w trakcie którego Loter zginął.